# Paratrissocladius excerptus
Paratrissocladius excerptus är en tvåvingeart som först beskrevs av Walker 1856.  Paratrissocladius excerptus ingår i släktet Paratrissocladius och familjen fjädermyggor. Arten är reproducerande i Sverige. Inga underarter finns listade i Catalogue of Life.